# Ship Self Defense System
Das Ship Self Defense System (SSDS) ist ein militärisches System zur integrierten Steuerung von Sensoren und Waffen an Bord eines Kampfschiffes zur Abwehr von feindlichen Angriffen. Es ist primär auf Schiffen der United States Navy zu finden und wird von dem US-Konzern Raytheon hergestellt.

## Beschreibung

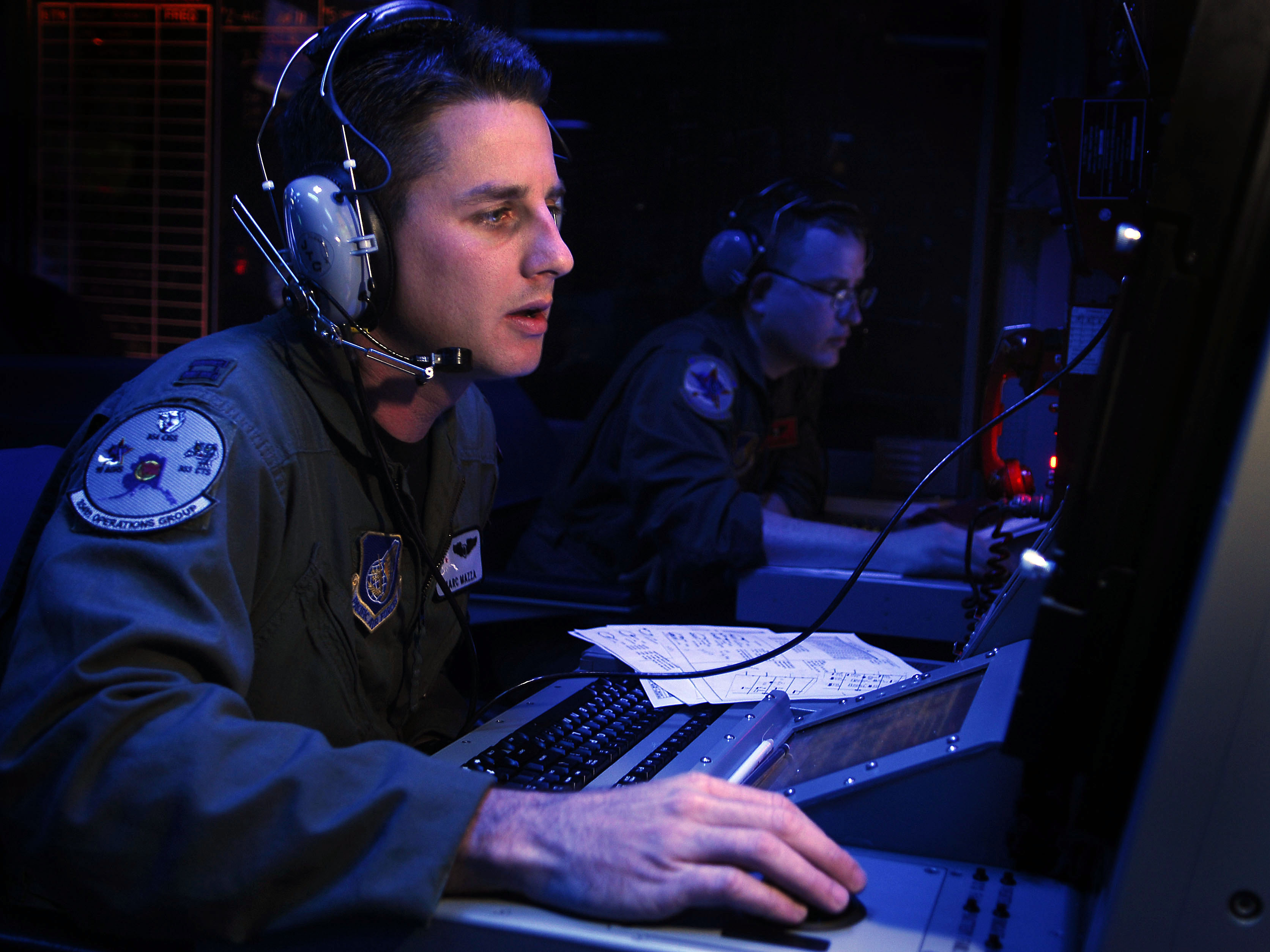
Ein Soldat bedient ein SSDS-Terminal während einer Übung

Das SSDS wurde konzipiert, um auch Schiffen ohne Aegis-Kampfsystem eine effektive und automatisierte Selbstverteidigung zu ermöglichen. Hierzu werden die vorhandenen Sensoren und Waffensysteme durch ein Glasfasernetz mit einem zentralen Computer verbunden, der die verschiedenen Aufklärungsdaten mittels Informationsfusion zu einem übersichtlichen Gesamtbild der Lage zusammenführt. Auf Wunsch kann das System auch Feuerleitlösungen errechnen und an die jeweiligen Waffensysteme übermitteln, womit es die gesamte Verteidigung autonom ohne direkten Einfluss durch die Besatzung abwickelt. Dies ist insbesondere in komplexen Situationen von Vorteil, zum Beispiel bei einem massenhaften Angriff durch Seezielflugkörper und Kampfflugzeuge unter dem Einfluss von Störmaßnahmen. Die Systemarchitektur zeichnet sich durch eine große Offenheit und Modularität aus, so dass viele COTS-Komponenten eingesetzt werden können, was die Kosten senkt und Kampfwertsteigerungen erleichtert. Die Betriebssoftware ist in C++ geschrieben.
Der erste Proof-of-Concept-Test wurde im Juni 1993 an Bord des Docklandungsschiffs Whidbey Island durchgeführt. Ab 1997 wurden erste Einsatz-Tests an Bord der Ashland gestartet. Im Jahre 1998 wurde eine Neustrukturierung des Programms beschlossen, um ein höheres Integrationsniveau zu erreichen. Die Erprobung der entsprechend verbesserten Mk-2-Version wurde im März 2003 abgeschlossen (Testschiff war der Flugzeugträger Ronald Reagan). Im Laufe der Zeit soll SSDS das veraltete Advanced Combat Direction System ersetzen, auf dessen Komponenten es teilweise zurückgreift. Im Januar 2012 lieferte Raytheon das 30te Mk-2-System an die Navy aus.

## Integrationsmöglichkeiten

### Sensoren
- AN/SPS-67
- AN/SPS-48E
- AN/SPS-49A(V)1
- AN/SPQ-9 (B-Version ab Mk-2)
- AN/SPS-73
- AN/SLQ-32 (SEWIP Block 2-Version ab Mk-2)
- AN/UPX-29 (Freund-Feind-Erkennung)

### Waffensysteme
- RIM-7 Sea Sparrow
- RIM-116 RAM (Block 2-Version ab Mk-2)
- RIM-162 ESSM (ab Mk-2)
- Phalanx CIWS
- Mk 36 SRBOC
- Nulka

### Netzwerk-/Kampfsysteme
- Cooperative Engagement Capability (ab Mk-2)
- Advanced Combat Direction System
- Aegis-Kampfsystem
- Link 4
- Link 11
- Link 16

### Schiffe
- Nimitz-Klasse
- Wasp-Klasse
- Tarawa-Klasse
- Whidbey-Island-Klasse
- Harpers-Ferry-Klasse
- San-Antonio-Klasse
- Gerald-R.-Ford-Klasse
- America-Klasse